# Agama mwanzae
Agama mwanzae is een hagedis uit de familie van de agamen (Agamidae).

## Naam en indeling
De wetenschappelijke naam werd voorgesteld door Arthur Loveridge in 1923. Oorspronkelijk werd de naam Agama lionotus var. mwanzae gebruikt.

## Uiterlijke kenmerken
Mannetjes zijn rood of violet van hoofd tot schouders, de rest van hun lichaam is blauw. Vrouwtjes zijn bruin. De soort wordt soms verward met de roodhoofdige kolonistenagame. De soort wordt als huisdier gehouden vanwege zijn bonte en afstekende kleuren.

## Verspreiding en habitat
De soort komt voor in Sub-Saharisch Afrika en leeft in de landen Burundi, Kenia, Rwanda en Tanzania.
De habitat bestaat voornamelijk uit graslanden en savannen, vaak in rotsachtige omgevingen. Er is enige tolerantie voor door de mens bebouwde gebieden, zoals golfplaten daken en muurtjes gemaakt van modder. De hagedis is aangetroffen op een hoogte van 1000 tot 2200 meter boven zeeniveau.

## Beschermingsstatus
Door de internationale natuurbeschermingsorganisatie IUCN is de beschermingsstatus 'veilig' toegewezen (Least Concern of LC).